# Кандити
Кандити (пол. Kandyty, нім. Kanditten) — село в Польщі, у гміні Гурово-Ілавецьке Бартошицького повіту Вармінсько-Мазурського воєводства.
Населення — 583 особи (2011).

## Демографія
Демографічна структура станом на 31 березня 2011 року:
|          | Загалом | Допрацездатний вік | Працездатний вік | Постпрацездатний вік |
| -------- | ------- | ------------------ | ---------------- | -------------------- |
| Чоловіки | 270     | 55                 | 187              | 28                   |
| Жінки    | 313     | 60                 | 184              | 69                   |
| Разом    | 583     | 115                | 371              | 97                   |